# Högholm (vid Käldersö, Korpo)
Högholm är en ö i Finland. Den ligger i Skärgårdshavet och i kommunen Pargas i landskapet Egentliga Finland, i den sydvästra delen av landet. Ön ligger omkring 52 kilometer sydväst om Åbo och omkring 190 kilometer väster om Helsingfors.
Öns area är 11,5 hektar och dess största längd är 0,5 kilometer i nord-sydlig riktning. Ön höjer sig omkring 15 meter över havsytan.